# Isabella di Borbone-Parma
Isabella Maria Luisa Antonietta Ferdinanda Giuseppina Saveria Domenica Giovanna di Borbone-Parma (Madrid, 31 dicembre 1741 – Vienna, 27 novembre 1763), nata infanta di Spagna e principessa di Parma, divenne arciduchessa e principessa ereditaria d'Austria come moglie dell'erede al trono Giuseppe II.

## Biografia

### Infanzia

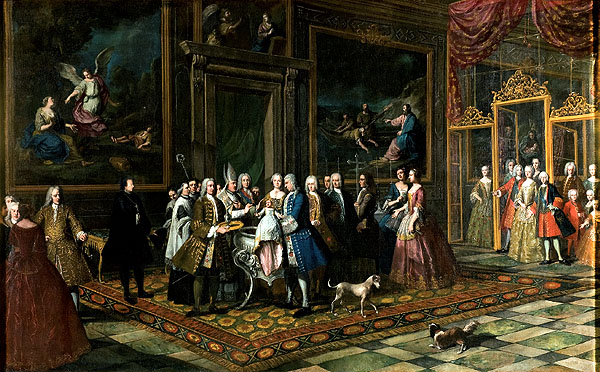
Battesimo della infanta Isabella nel Palazzo del Buon Ritiro, di Antonio González Ruiz, 1742 circa

Nacque nel Palazzo del Buon Ritiro a Madrid, primogenita dell'infante Felipe di Spagna, Duca di Parma e di sua moglie Luisa Elisabetta di Borbone-Francia, figlia maggiore di Luigi XV di Francia e di Maria Leszczyńska. 
Per parte di padre era nipote di Filippo V di Spagna (a sua volta nipote di Luigi XIV) e della sua seconda moglie, Elisabetta Farnese. Trascorse i primi anni della sua vita alla corte del nonno paterno Filippo V di Spagna a Madrid.
Nel 1748 il padre divenne duca di Parma e la famiglia si spostò nel ducato. Fra questi due soggiorni si colloca il periodo francese, alla corte di Versailles, fra il gennaio del 1749 e l'ottobre dello stesso anno, che segnerà la cultura ed i gusti della piccola principessa, a quel tempo unica nipote del re francese.
Arrivata a Parma, incontrò per la prima volta suo padre, ma anche una situazione molto differente da quelle conosciute fino ad allora.
Isabella imparò a suonare il violino e a dipingere; era, inoltre, una lettrice di libri di filosofia e di teologia, come quelli di Jacques Bénigne Bossuet e John Law. A volte entrava in uno stato di depressione e, dopo la morte della madre nel 1759, fu spesso angosciata da pensieri legati alla morte.

### Matrimonio
Il 6 ottobre 1760, all'età di 18 anni, sposò l'allora principe ereditario Giuseppe II d'Asburgo-Lorena.

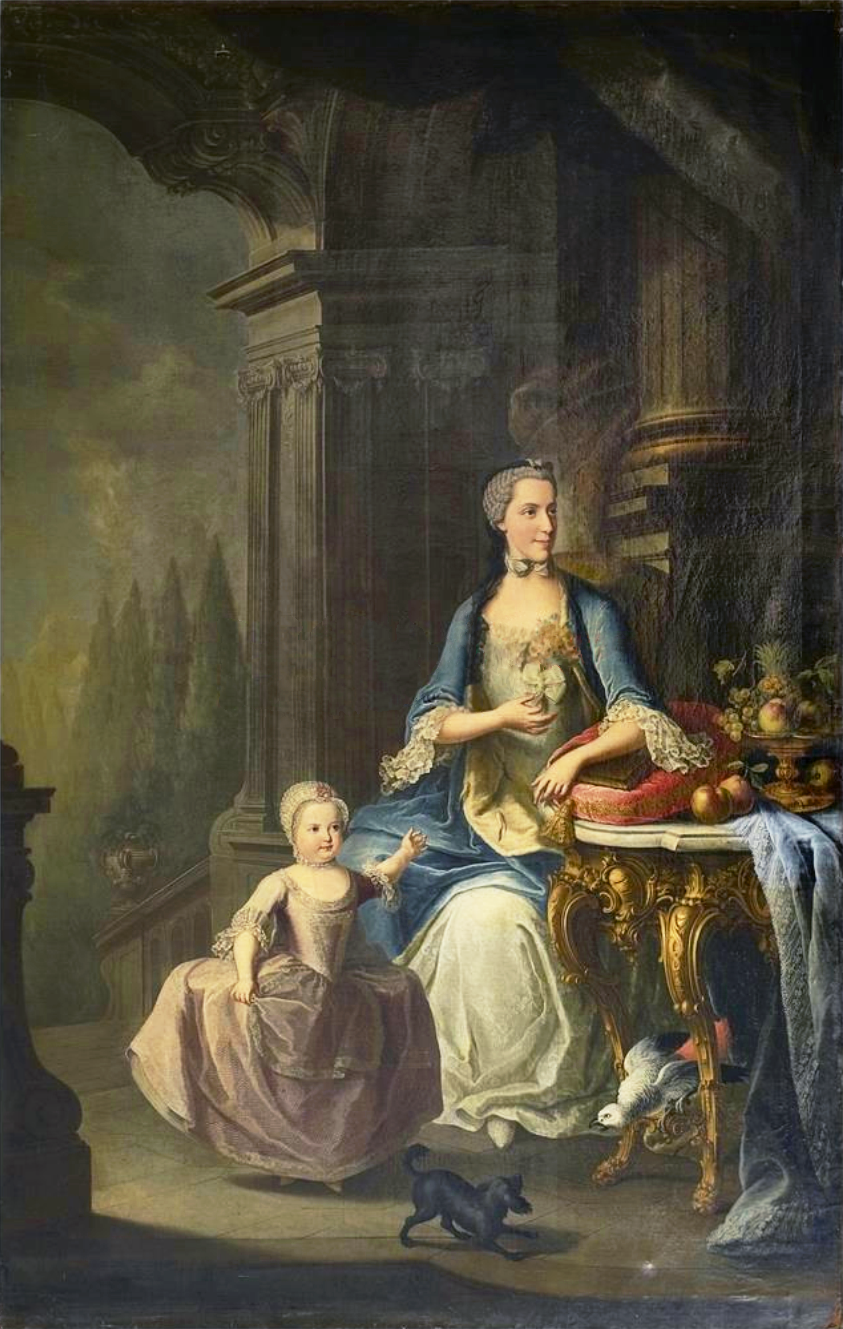
Isabella con la figlia Maria Teresa, 1762

In breve affascinò la corte di Vienna con la sua bellezza e la sua intelligenza: Isabella riusciva a risolvere complessi quesiti matematici. Lei e la sorella di Giuseppe II, l'arciduchessa Maria Cristina, divennero ben presto molto amiche (o, come si sospettò all'epoca non senza fondamento, amanti). Anche se si incontravano ogni giorno, esse si scrivevano anche delle lettere. In una di queste lei manifestava il suo amore per Maria Cristina:

«Vi scrivo ancora, sorella crudele, benché io sia appena partita. Io non posso sopportare di attendere di conoscere il mio destino, e di sapere se voi mi considerate degna del vostro amore, oppure se voi volete che mi butti nel fiume... Io non riesco a pensare a niente, solo che sono molto innamorata. Se solo sapessi il motivo, dato che voi siete così senza misericordia da non essere degna di essere amata, ma io non posso farcela da sola.»

In un'altra lettera lei scrive:

«Di solito dico che il giorno inizia pensando a Dio. Tuttavia io inizio il giorno pensando all'oggetto del mio amore, per cui penso incessantemente a lei.»

### Morte
Diede alla luce due figlie: Maria Teresa nel 1762 e Maria Cristina nel 1763. Maria Cristina (nome assegnatole successivamente da sua cognata) morì tre ore dopo la nascita ed Isabella stessa morì di vaiolo dopo pochi giorni, a 22 anni non ancora compiuti. 
Sua figlia Maria Teresa morì nel gennaio 1770 di pleurite.
Venne sepolta nella Cripta Imperiale di Vienna.

## Titoli e trattamento
- 31 dicembre 1741 – 18 ottobre 1748: Sua Altezza Reale, Doña Isabel, infanta di Spagna
- 18 ottobre 1748 – 6 ottobre 1760: Sua Altezza Reale, la principessa Isabella, principessa di Parma, Piacenza e Guastalla
- 6 ottobre 1760 – 27 novembre 1763: Sua Altezza Reale e Imperiale, l'arciduchessa Isabella, principessa imperiale d'Austria, principessa reale d'Ungheria e Boemia

## Ascendenza
|                                     |                                             |                                | Genitori                            |  |  | Nonni |  |  | Bisnonni               |  |  | Trisnonni            |  |
|                                     |                                             |                                |                                     |  |  |       |  |  | Luigi, il Gran Delfino |  |  | Luigi XIV di Francia |  |
|                                     |                                             |                                |                                     |  |  |       |  |  | Luigi, il Gran Delfino |  |  | Luigi XIV di Francia |  |
|                                     |                                             | Maria Teresa di Spagna         |                                     |  |  |       |  |  | Luigi, il Gran Delfino |  |  |                      |  |
| Filippo V di Spagna                 |                                             |                                |                                     |  |  |       |  |  | Luigi, il Gran Delfino |  |  |                      |  |
|                                     |                                             | Maria Anna Vittoria di Baviera | Ferdinando Maria di Baviera         |  |  |       |  |  |                        |  |  |                      |  |
|                                     |                                             | Maria Anna Vittoria di Baviera | Ferdinando Maria di Baviera         |  |  |       |  |  |                        |  |  |                      |  |
|                                     |                                             | Maria Anna Vittoria di Baviera | Enrichetta Adelaide di Savoia       |  |  |       |  |  |                        |  |  |                      |  |
| Filippo I di Parma                  |                                             | Maria Anna Vittoria di Baviera |                                     |  |  |       |  |  |                        |  |  |                      |  |
|                                     |                                             | Odoardo II Farnese             | Ranuccio II Farnese                 |  |  |       |  |  |                        |  |  |                      |  |
|                                     |                                             | Odoardo II Farnese             | Ranuccio II Farnese                 |  |  |       |  |  |                        |  |  |                      |  |
|                                     |                                             | Odoardo II Farnese             | Isabella d'Este                     |  |  |       |  |  |                        |  |  |                      |  |
| Elisabetta Farnese                  |                                             | Odoardo II Farnese             |                                     |  |  |       |  |  |                        |  |  |                      |  |
|                                     |                                             | Dorotea Sofia di Neuburg       | Filippo Guglielmo del Palatinato    |  |  |       |  |  |                        |  |  |                      |  |
|                                     |                                             | Dorotea Sofia di Neuburg       | Filippo Guglielmo del Palatinato    |  |  |       |  |  |                        |  |  |                      |  |
|                                     |                                             | Dorotea Sofia di Neuburg       | Elisabetta Amalia d'Assia-Darmstadt |  |  |       |  |  |                        |  |  |                      |  |
| Isabella di Parma                   |                                             | Dorotea Sofia di Neuburg       |                                     |  |  |       |  |  |                        |  |  |                      |  |
|                                     | Luigi, Delfino di Francia, Duca di Borgogna | Luigi, il Gran Delfino         |                                     |  |  |       |  |  |                        |  |  |                      |  |
|                                     | Luigi, Delfino di Francia, Duca di Borgogna | Luigi, il Gran Delfino         |                                     |  |  |       |  |  |                        |  |  |                      |  |
|                                     | Luigi, Delfino di Francia, Duca di Borgogna | Maria Anna Vittoria di Baviera |                                     |  |  |       |  |  |                        |  |  |                      |  |
| Luigi XV di Francia                 | Luigi, Delfino di Francia, Duca di Borgogna |                                |                                     |  |  |       |  |  |                        |  |  |                      |  |
|                                     |                                             | Maria Adelaide di Savoia       | Vittorio Amedeo II di Savoia        |  |  |       |  |  |                        |  |  |                      |  |
|                                     |                                             | Maria Adelaide di Savoia       | Vittorio Amedeo II di Savoia        |  |  |       |  |  |                        |  |  |                      |  |
|                                     |                                             | Maria Adelaide di Savoia       | Anna Maria di Borbone-Orléans       |  |  |       |  |  |                        |  |  |                      |  |
| Luisa Elisabetta di Borbone-Francia |                                             | Maria Adelaide di Savoia       |                                     |  |  |       |  |  |                        |  |  |                      |  |
|                                     |                                             | Stanislao Leszczyński          | Rafał Leszczyński                   |  |  |       |  |  |                        |  |  |                      |  |
|                                     |                                             | Stanislao Leszczyński          | Rafał Leszczyński                   |  |  |       |  |  |                        |  |  |                      |  |
|                                     |                                             | Stanislao Leszczyński          | Anna Jabłonowska                    |  |  |       |  |  |                        |  |  |                      |  |
| Maria Leszcyniska                   |                                             | Stanislao Leszczyński          |                                     |  |  |       |  |  |                        |  |  |                      |  |
|                                     |                                             | Caterina Opalińska             | Jan Karol Opalinski                 |  |  |       |  |  |                        |  |  |                      |  |
|                                     |                                             | Caterina Opalińska             | Jan Karol Opalinski                 |  |  |       |  |  |                        |  |  |                      |  |
|                                     |                                             | Caterina Opalińska             | Zofia Anna Czarnkowska              |  |  |       |  |  |                        |  |  |                      |  |
|                                     |                                             | Caterina Opalińska             |                                     |  |  |       |  |  |                        |  |  |                      |  |